# Championnat de France masculin de handball de deuxième division 2000-2001
Navigation
Division 2 1999-2000 Division 2 2001-2002
Le championnat de France masculin de handball de deuxième division 2000-2001 est la quarante-neuvième édition de cette compétition et la sixième édition depuis que la dénomination de Division 2 a été posée.
À l'issue de la saison, l'USAM Nîmes, champion de France, et le SLUC Nancy COS Villers sont promus en Division 1.
En bas du classement, l'Aix Université Club et le HBC Gien Loiret sont relégués en Nationale 1.

## Clubs du championnat et leurs budgets
| Club                        | Rang 1999-2000 | Budget (en million de F) |
| --------------------------- | -------------- | ------------------------ |
| HBC Villeneuve d'Ascq       | 14e D1         | 4,0 MF                   |
| Real Villepinte Vert Galant | 3e             | 2,1 MF                   |
| Massy Essonne Handball      | 4e             | 3,2 MF                   |
| ES Besançon                 | 5e             | 1,8 MF                   |
| Billère Handball            | 6e             | 1,0 MF                   |
| HBC Villefranche-sur-Saône  | 7e             | 1,8 MF                   |
| USAM Nîmes Gard             | 8e             | 2,7 MF                   |
| SMEC Metz                   | 9e             | 3,0 MF                   |
| Aix UC                      | 11e            | 1,8 MF                   |
| Villeurbanne HBC            | 12e            | 2,5 MF                   |
| HBC Gien Loiret             | 13e            | 1,9 MF                   |
| Villemomble Handball        | 14e            | 2,8 MF                   |
| OC Cesson                   | 1er N1         | 1,6 MF                   |
| SLUC Nancy COS Villers      | 2e N1          | 2,1 MF                   |

Remarque : le Marseille OM 13 CR, 10e, a été rétrogradé.

## Classement
Le classement final est, :
|    | Équipe                         | Pts | J  | G  | N | P  | Bp  | Bc  | Diff |
| -- | ------------------------------ | --- | -- | -- | - | -- | --- | --- | ---- |
| 1  | USAM Nîmes                     | 63  | 26 | 17 | 3 | 6  | 582 | 503 | 79   |
| 2  | SLUC Nancy COS Villers P       | 63  | 26 | 18 | 1 | 7  | 619 | 563 | 56   |
| 3  | HBC Villeneuve d'Ascq R        | 55  | 26 | 13 | 3 | 10 | 519 | 504 | 15   |
| 4  | SMEC Metz                      | 54  | 26 | 13 | 2 | 11 | 592 | 564 | 28   |
| 5  | Villemomble Handball           | 54  | 26 | 11 | 6 | 9  | 621 | 602 | 19   |
| 6  | ES Besançon                    | 51  | 26 | 10 | 5 | 11 | 564 | 553 | 11   |
| 7  | Real Villepinte Vert Galant    | 51  | 26 | 12 | 1 | 13 | 566 | 585 | -19  |
| 8  | HBC Villefranche-en-Beaujolais | 50  | 26 | 9  | 6 | 11 | 579 | 602 | -23  |
| 9  | Villeurbanne HBA               | 49  | 26 | 9  | 5 | 12 | 567 | 564 | 3    |
| 10 | OC Cesson P                    | 49  | 26 | 9  | 5 | 12 | 599 | 621 | -22  |
| 11 | Massy Essonne Handball         | 49  | 26 | 10 | 3 | 13 | 584 | 620 | -36  |
| 12 | Billère Handball               | 48  | 26 | 9  | 4 | 13 | 553 | 602 | -49  |
| 13 | Aix UC                         | 46  | 26 | 8  | 4 | 14 | 559 | 589 | -30  |
| 14 | HBC Gien Loiret                | 46  | 26 | 7  | 6 | 13 | 565 | 597 | -32  |

Légende
- Promu en Division 1
- Relégué en Nationale 1
- R : Relégué de Division 1 en début de saison[4]
- P : Promu de Nationale 1 en début de saison